# 嘔吐彗星

嘔吐彗星（英: Vomit Comet）は、NASAが軽減重力研究計画に使う航空機の愛称。この用途に使用される航空機は、引き起こし後に放物線状の飛行経路をとり、この際に重力が軽減された状態を作り出すことができる。飛行経路の変更によって、重力軽減の程度を変更することもできる。一般的に、この航空機は宇宙飛行士を訓練するために使用され、引き起こしから通常飛行に戻るまでの65秒間のうち、25秒間の無重力状態を作り出すことができる。この際に搭乗者、特に不慣れな者は乗り物酔いによる吐き気をもよおすことが多く、このような愛称が付けられることとなった。

## 概要

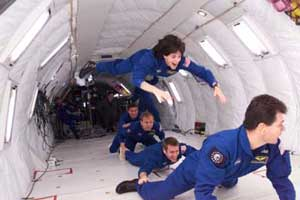
Vomit Cometにおける無重力状態
機内には乗員保護のための衝撃緩衝材が全面に設置されている。

1959年、マーキュリー計画のためにConvair C-131 Samaritanを使用したのが始まりである。
NASAは2004年12月まで、この用途にKC-135を2機使用していた。これは、もとアメリカ空軍の空中給油機を改造したものである。1機は映画『アポロ13』の無重力シーンの撮影に使用され、退役後はジョンソン宇宙センターの近くのエリントンフィールドに展示されている。もう1機は2004年10月29日に最終飛行を行い、アリゾナ州のAMARC保管施設 (en) にて永久保存されている。
2005年に、NASAはKLMオランダ航空とアメリカ海軍が所有していた、マクドネル・ダグラス C-9 を取得し、代替機とした。同年、観光客と研究者のために無重力飛行サービスを提供するZero-Gravity社は、ボーイング727をNASAのために飛行させはじめた。